# Ever Dream
Ever Dream is een single uit 2002 van de Finse symfonischemetalband Nightwish. De single ging vooraf aan een nieuw album: Century Child. Het lied werd verkozen tot metallied van het jaar 2004.

## Tracklist
1. Ever Dream
2. The Phantom of the Opera (van Andrew Lloyd Webber)
3. The Wayfarer